# Ellen Beeman
Œuvres principales
- Série Bedlam's Bard

Ellen Guon, épouse Beeman, née en 1964, est une auteure américaine de fantasy et de science-fiction, scénariste de télévision et de jeux sur ordinateur, game designeuse et productrice. Elle a publié quatre romans et a travaillé sur plus de quarante jeux vidéo.

## Carrière dans l'industrie du jeu
Ellen Beeman se décrit comme « une productrice et designeuse de jeux vidéos, auteure, geekette fan de gadgets, violoniste celtique, scénariste de télévision et commissaire de ville, etc. »
En 1989, Beeman abandonne sa carrière à la télévision et est engagée par Sierra Entertainment en tant que project manager. Elle travaille comme écrivaine et project manager à Origin Systems pour plusieurs titres de la série  Wing Commander.
En 2006, elle compte parmi les 100 femmes de l'univers du jeu vidéo influentes selon Edge. À l'époque elle est Lead Program Manager à Microsoft Casual Games, dans un rôle de productrice.
Beeman a aussi été primée chez Monolith Productions, Electronic Arts et Disney. Elle a  donné des cours lors de conférences de  l'industrie vidéoludique, en incluant la Gamme Developers Conference, LOGIN, South by Southwest, Microsoft Gamefest, PAX et PAX Dev, ainsi que  Game Design Expo. Elle est l'une des fondatrices et aussi la présidente du programme pour Women in Games International
En 2014, elle est développeuse de jeux vidéos indépendante et consultante à Kirkland, Washington, ainsi que lectrice senior au DigiPen Institute of Technology,,,.

## Œuvres

### SérieBedlam's Bard
1. (en) Knight of Ghosts and Shadows, 1990Écrit avec Mercedes Lackey.
2. (en) Summoned to Tourney, 1992Écrit avec Mercedes Lackey.
3. (en) Bedlam Boyz, 1993

Les autres tomes de la série ont été écrits par Mercedes Lackey et Rosemary Edghill.

### SérieWing Commander
1. (en) Freedom Flight, 1992Écrit avec Mercedes Lackey.

Les autres tomes de la série ont été écrits par William R. Forstchen, Christopher Stasheff, Andrew Keith et Ben Ohlander.